# Канон (музика)
Канон (стгрч. κανων — „мерило, пропис, правило”) облик је вишегласне музичке контрапунктске композиције у којој један или више гласова имитирају почетни. Имитације могу бити на различитим интервалима, али у највећем броју случајева оне су на интервалу приме или октаве.
Код једноставних или строгих канона, други глас прати први истоветном мелодијом, понекад у интервалу октаве. У интервалским канонима, други глас је померен за интервал различит од приме или октаве. Ако се мелодија другог гласа поклапа по интервалима, а разликује по њиховој величини, канон је дијатонски.
У канонима у инверзији (canon per motum contrarium), где се први глас спушта, други глас се успиње и обрнуто. Ако глас који износи мелодију (proposta) и глас који доноси одговор (risposta) наступају истовремено, такав облик канона се назива канон у огледалу.
Рачји канон (или ретроградни канон, canon cancrizans) врста је канона у коме се мелодија првог гласа имитира истом мелодијом која се креће у супротном смеру (од краја према почетку).
Канон у аугментацији (canon per augmentationem) облик је канона у коме се мелодија гласа који доноси имитацију (risposta) налази у (најчешће двоструко) дужим нотним вредностима. У канону у диминуцији (canon per diminutionem) нотне вредности у риспости су краће.
Кружни канон је вид канона који, са сваким наступом следећег гласа, модулира по квинтном или квартном кругу. Ово се догађа због тога што гласови наступају у интервалу кварте или квинте. Такав канон се назива још и модулирајући (canon per tonos). (Пример: Моцарт, Реквијем, став Domine Jesu, квартет солиста, такт 32.)
У загонетном канону, који је био нарочито омиљен као врста забаве код фламанских полифоничара у XV и XVI веку, начин реализације канона требало је пронаћи дешифрујући неку изреку или пословицу, нпр. "Noctem in diem vertere" (претворити ноћ у дан – певати црне ноте као беле, дакле, аугментација) или "Qui se exaltat, humiliabitur, qui se humiliat, exaltabitur" ("ко се уздигне, понизиће се, ко се понизи, уздигнуће се“, дакле, у питању је канон у инверзији).
Канон као музичка форма био је нарочито популаран у епохи Ренесансе и Барока, а у епохама које су следиле коришћен је само спорадично. У XX веку интересовање за канон је обновљено, како у форми претходних епоха, тако и као последица коришћења серијализма. Због строгости форме и технике, израда канона се у претходним вековима, као и данас, сматрала неопходном педагошком дисциплином за образовање будућег композитора, као и средством провере његове вештине.

## Историја

### Средњи век и ренесанса
Током средњег века, ренесансе и барока — то јест, током раног 18. века — свака врста имитативног музичког контрапункта називала се фугом, са стриктном имитацијом која је сада позната као канон квалификована као фуга лигата, што значи „окована фуга“. Тек у 16. веку реч „канон“ почиње да се користи за описивање строге, имитативне текстуре створене таквим поступком. Реч је изведена од грчког „κανών“, латинизованог као канон, што значи „закон“ или „норма“. У контрапунктној употреби, реч се односи на „правило“ које објашњава број делова, места уласка, транспозиције и тако даље, према којем један или више додатних делова може бити изведен из једне писане мелодијске линије. Ово правило се обично давало усмено, али је такође могло бити допуњено посебним знацима у партитури, који се понекад и сами називају канонима. Најранији познати нерелигијски канони су енглеске рунде, облик коми је Волтер Одингтон први дао име rondellus почетком 14. века; најпознатији је „Sumer is icumen in“ (састављен око 1250), назван rota („точак”) у извору рукописа. Термин „round“ је први пут употребљен у енглеским изворима у 16. веку.

## Музички пример
- Канон и жига у Де-дуру за соло клавирⓘ (Јохан Пахелбел)